# Sveinbjörn Egilsson
Sveinbjörn Egilsson (ur. 24 lutego 1791 w Innri-Njarðvík, zm. 17 sierpnia 1852) – islandzki teolog, pedagog, poeta i tłumacz.
Sveinbjörn urodził się w Innri-Njarðvík, w Gullbringusýsla, w Islandii. Był synem mało znanego, ale zamożnego rolnika. W 1814 rozpoczął studia teologiczne na Uniwersytecie w Kopenhadze, dyplom uzyskał w 1819 roku.
Był rektorem Wyższej Szkoły w Reykjavíku do 1851.
Jako nauczyciel zajmował się głównie greką. Dokonał wielu przekładów. Główne jego dzieło to przekład Odysei i Iliady na islandzki. Wydał Eddę z komentarzami i przełożył ją na łacinę. Jako jeden z pierwszych w nauce europejskiej zajął się od strony językowej i treściowej poezją skaldów, już po jego śmierci wydano słownik języka literatury skaldów (Lexicon poeticum antiquae linguae septentrionalis).